# Carolina Cristancho
Annette Carolina Cristancho Gruber (n. 17 de diciembre de 1964), más conocida como Carolina Cristancho, es una actriz de televisión, presentadora, animadora y modelo venezolana. Es hermana de la también actriz Astrid Gruber y tía de Scarlet Gruber, famosa modelo y actriz televisiva. 
Estudió  bachillerato en el Liceo Militar Gran Mariscal de Ayacucho, ubicado en Caracas, Distrito Capital.
Modelo e imagen de marcas comerciales como Yukery, Viasa, Calzados Freedom, Vertisol, Sarela, Kino Táchira, Juego El Ligadito. 
Reina de la Academia Militar de Venezuela y de las Fuerzas Armadas de Venezuela.
Desde muy joven se inclinó por el mundo artístico, logrado gracias a su participación en los concursos de  belleza. Su intención era ser conocida en el medio para incursionar en el modelaje, animación y la actuación.
Estuvo en el Miss Venezuela de 1984 como candidata, representando el estado Aragua, llegando a 6.ª finalista. Su hermana, la actriz Astrid Gruber, también estuvo en el Miss Venezuela 1987, representando el estado Amazonas. En el concurso de Miss  Venezuela 1984 hubo comentarios positivos sobre su participación, por lo que asombró a muchos que no haya obtenido la banda como Miss Simpatía.
Participó  en  el concurso  de  belleza Chica  2001, representando al estado Aragua de 1984. Obtuvo la clasificación de primer lugar. 
Como modelo ha figurado en varios comerciales y vídeos musicales de Wilfrido Vargas.
En  el lapso de un año, 1985, en su vertiginosa carrera, fue locutora de los avances noticiosos en RCTV y en VTV
Actuó en las exitosas comedias:  La dulce tía y La dulce tía: Vuelve la tía además fue la animadora del programa icono de la televisión venezolana llamado El Kino Táchira junto con el reconocido animador César González por un lapso de cuatro años con altos índices de índice de audiencia o popularidad. En 1995 renuncia a Venevisión para dedicarse por completo al proyecto de Business TV (enlace roto disponible en Internet Archive; véase el historial, la primera versión y la última).. Igualmente  renuncia  como imagen y animadora de la Lotería del Táchira El Kino el 17/12/1995. Dijo: es un hasta luego, no es una despedida. Síganme y los llevaré en mi corazón.
Su internacionalización era un hecho ya consumado.
En 1999 es seleccionada para ser la animadora del programa de sorteo El Ligadito vistos sus pasos en buena lid por este tipo de concursos transmitido por RCTV.
Carolina Cristancho conduce en sus comienzos el programa [ShowBusiness TV] del cual fue coproductora y cofundadora del mismo junto a su esposo Miguel Sierralta. Con entrevistas al mundo farandulero de corte nacional e internacional el programa se transmite a toda Latinoamérica y España. 
Su programa fue muy bien recibido por la comunidad hispana de Nueva York cuya popularidad subió como la espuma. Entre las celebridades invitadas al programa se destacan Antonio Banderas, Lorenzo Lamas, María Conchita Alonso, Astrid Carolina Herrera, Robert Lych, Cindy Crawford, Quincy Jones, Jodie  Foster, Katherine Zeta Jones, Sylvester Stallone, Maná, Franco De Vita, Julio Iglesias, Rocío Dúrcal, Grace Jones y Shakira, Pierce Brosnan, entre otros. 
Actualmente vive en Miami Beach, EE.UU, con su actual marido Erwin Sredni activo empresario, tienen un hijo llamado  Gabriel. De  su matrimonio  con  el empresario Miguel Sierralta, cofundador del programa Show Business TV tienen una hija cuyo nombre es Valentina. Asimismo tiene una  hija llamada  Carla Pimentel de su primera relación sentimental. 
Ha sido entrevistada últimamente por la revista Ok Venezuela en  su  edición de abril de 2014 cuyo  titular indica Carolina Cristancho nos  recibe en su mansión en Miami, "Su intimidad a todo lujo".

## Programa Estrella de la Fortuna
- 1984: Modelo del programa en Venevisión.

## En el  terreno noticioso
- 1987: Locutora de los avances de noticias en RCTV.
- 1987: Locutora de los avances de noticias en VTV.

## Programa sorteo
- 1991: Kino Táchira (Venevisión).
- 1999: El Ligadito (RCTV).

## Entrevista
- 1995-1999: Show Business.

## Telenovelas
- 1985: Caribe (VTV).
- 1985: Topacio Judith (RCTV).
- 1990: Esposa Alquilada (Venevisión).
- 1990-1991: Pasionaria Cherry González de la Roca (Venevisión).
- 1990-1991: Inés Duarte, secretaria Pamela Higuero (Venevisión).
- 1991-1992: La mujer prohibida Rosalinda Pacheco (Venevisión).
- 1991-1992: Mundo de fieras Sandra (Venevisión).
- 1992-1993: Por amarte tanto Damiana (Venevisión).
- 1994: Morena Clara Jennifer Andara (Venevisión).

## Comedia
- 1991: La dulce tía (Venevisión).
- 1992: La dulce tía: Vuelve la tía (Venevisión).

## Premios  y nominaciones
- 1987: ganadora del Meridiano de oro como modelo del año.
- 1993: nominada como animadora del año.
- 1996: ganadora del  ACCA de Miami como conductora  del año.
- 1997: ganadora del premio ACE como animadora del año.